# Elsevier
Az Elsevier (fonetikusan: [ˈɛlzəviːr]) a világ egyik legnagyobb tudományos kiadóvállalata, melyet 1880-ban, Hollandiában alapítottak. A cég mintegy 2500 folyóiratában évente kb. 420 000 szakmai közleményt adnak ki, amelyek témái lefedik a tudomány és technika legtöbb területét, ezen belül is elsősorban a természettudományokat, a mérnöki tudományokat és az orvostudományt.
2015 óta a RELX Group tagja. Az Elsevier olyan fontos tudományos szolgáltatásokat kezel, mint például a Scopus tudományos szakfolyóirat-archívum, illetve a ScienceDirect online folyóirat-adatbázis.
A kiadványaival elért igen magas profitrátája és a tudományos munkák szerzői jogaihoz való hozzáállása miatt akadémiai körök és a nyílt hozzáférés támogatói részéről több ízben éles kritika illette a céget. A kritikán kívül egyes intézetek és kutatók (köztük magyarok is) bojkottal igyekeznek fellépni a kiadó túlzott árazási politikája ellen.

## Története

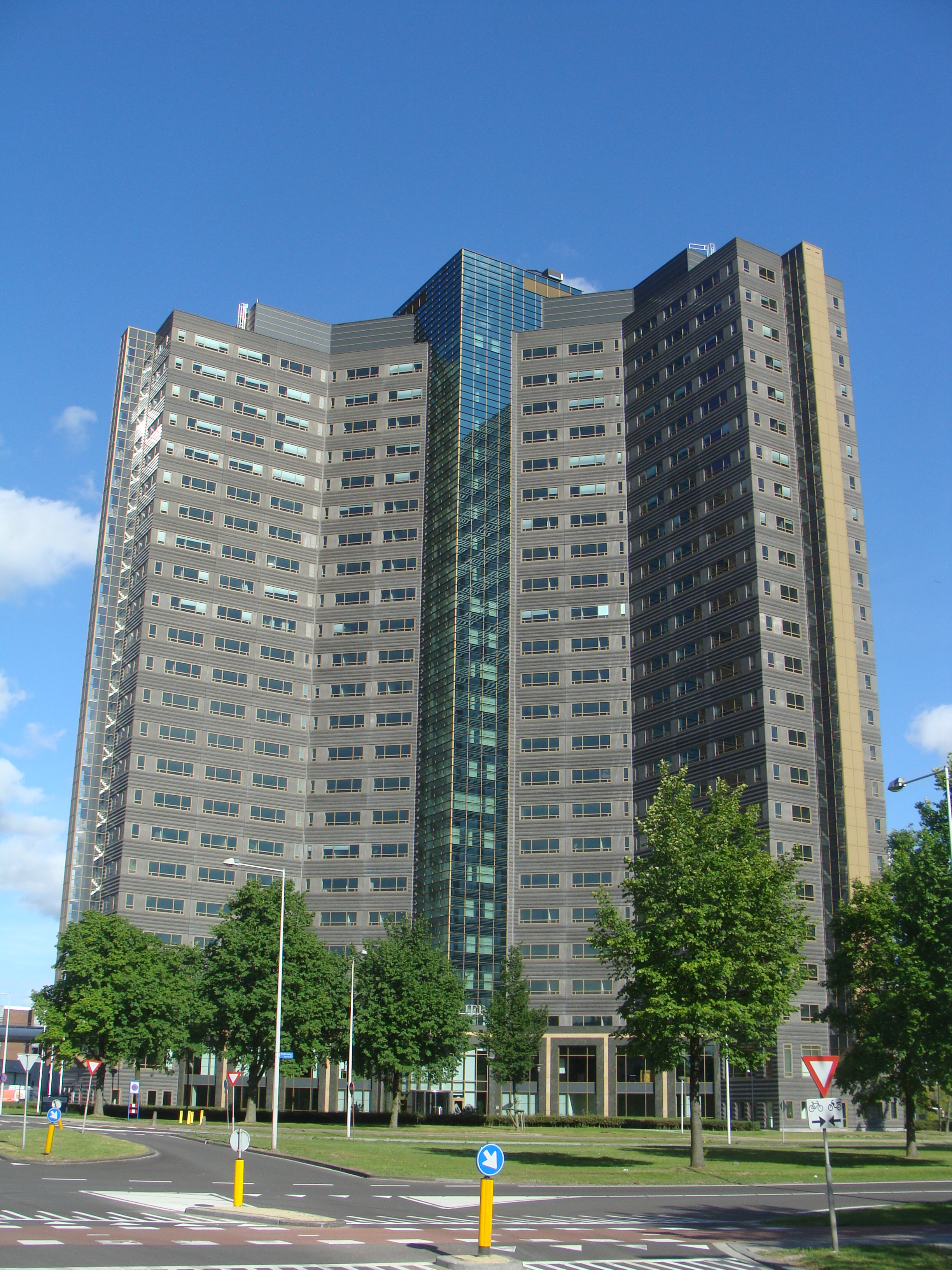
A Reed Elsevier épülete Amsterdamban

### Alapítás és a név eredete
Az 1880-as, rotterdami alapítású cég a nevét a középkori, 1580-ban, Leidenben alapított németalföldi kiadót üzemeltető Elzevir családtól kölcsönözte, amellyel azonban nem áll kapcsolatban a mai Elsevier. Rotterdamból 1887-ben Amszterdamba helyezte a székhelyét. Első nagy sikerű kiadványa az 1891-es alapítású Elsevier havi hírmagazin volt, melyet Hollandia 1940-es náci megszállása során megszüntettek. E folyóiratot 1945 október 27-én, hetilapként újraindították, és mind a mai napig megjelenik.

### Tudományos kiadványok
A cég 1931-től kezdve ad ki tudományos folyóiratokat, első angol nyelvű kiadványa pedig az 1947-ben indított Biochimica et Biophysica Acta volt.
1962-ben indult a kiadó brit és amerikai leányvállalata. Az Elsevierrel párhuzamosan bővült a Reed kiadóvállalat, amely az 1970-es évektől kezdve sorozatos felvásárlással olyan kiadócégeket kebelezett be, mint például az International Publishing Corporation, a Cahners Publications, a Congressional Information Services, a Focal Press, a The Update Group, az Octopus Publishing stb. Az Elsevier és a Reed 1993-as egyesülésekor jött létre a Reed Elsevier. A konszern ezt követően tovább bővült, miközben több fontos könyv- és folyóiratkiadással, illetve egyéb üzleti tevékenységgel foglalkozó versenytársát kebelezte be. Ezek között volt például a Parker & Sons Publications, az Official Airline Guides, a Mead Data, a Tolley Publishing Company, a Chilton Business Group, a Thomson Corporation több kiadványa stb. 1998-ra a kiadóvállalat felvásárlásainak értéke elérte az 1,2 milliárd dollárt. Ugyanebben az évben indult a ScienceDirect online szakfolyóirat-adatbázis szolgáltatása.
2013-ban közel 100 millió dollárért vásárolta fel a Mendeley-t és a hozzá tartozó, folyóiratcikkek rendszerezését és megosztását szolgáló online szolgáltatást. Ez az ügylet a nyílt felhasználást támogató akadémikusok egyes köreiben ellenérzést váltott ki, ugyanis ezzel leszűkült a Mendeley nyílt tudományos hozzáférést támogató, az Elsevier monopolhelyzetét korábban gyengítő tevékenysége.
A cég 2015-ig működött Reed Elsevier néven, ezt követően a RELX Group cégcsoport tagjává válva ismét Elsevierként folytatta a tevékenységét.

## Folyóiratai, kiadványai
Az Elsevier legfontosabb (nagy impaktfaktorú) kiadványai többek között:
- Applied Surface Science
- Carbon (folyóirat)
- Materials Today
- Physics Letters

A cég további, fontosabb kiadványaival kapcsolatban lásd:

## Kritikák

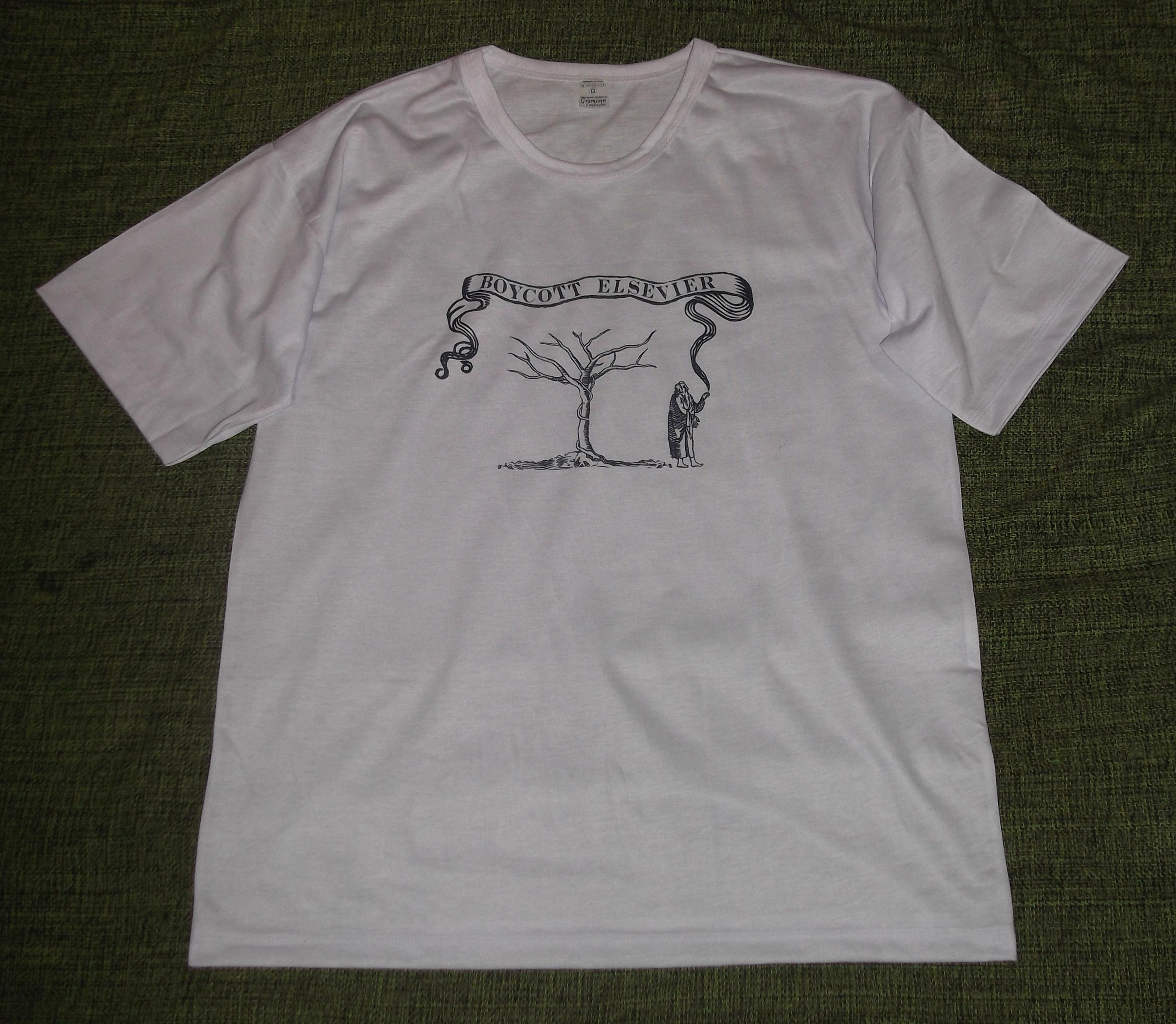
A cég logójában megjelenő fát elszáradva ábrázoló, bojkottra felhívó póló

Az Elsevier kiadványaival, szerkesztőségével és jogi fellépésével kapcsolatban éles kritikát fogalmaztak meg elsősorban akadémiai körökből, illetve a nyílt felhasználást pártolók egyes köreiből. A céget elsősorban azért bírálják, mert úgy látják, hogy visszaél meghatározó piaci helyzetével, ezzel nehezíti a tudományos információ szabad áramlását, a kutatók együttműködését, továbbá hogy a jellemzően állami adókból finanszírozott kutatások eredményeinek kiadásával túlságosan nagy bevételre tesz szert.

### Árazási rendszer

#### Magas előfizetési díjak
A kiadó egyes folyóiratainak népszerűsödésével azok árát jelentősen megemelte. Így a 2010-es évekre a népszerűbb természettudományos folyóiratok éves előfizetése 4000 font (1,4 millió forint) körüli is lehetett, de volt 10 000–20 000 fontot (3,5–7 millió forintot) elérő éves előfizetési díjú folyóirat is. Ez igen nagy terhet ró az egyetemi és intézeti könyvtárakra, melyeknek egyes esetekben a költségcsökkentés végett le kellett mondaniuk bizonyos drágább előfizetéseiket. A probléma a nemzetközi összehasonlításban kisebb költségvetésű, köztük a magyarországi intézményeknél fokozottan jelentkezett, de például a Harvardon is mondtak le előfizetéseket a költségek csökkentésére hivatkozva, amely lépés nagy nemzetközi médiavisszhangot is keltett. Hasonló lépéseket tettek például a Stanfordon a Duke Egyetemen, illetve a Kaliforniai Egyetemen is, némelyik egyetemen a szenátus azt javasolta a tanszékeknek, hogy ne is tegyenek közzé eredményeket a túlságosan költséges folyóiratokban.

#### Szabadon hozzáférhető kiadványok árusítása
2014-ben fény derült olyan esetekre, melyek során az Elsevier pénzért adott csak hozzáférést olyan tartalmakhoz, amelyeket nyílt licenccel kellett volna közzétennie. 2015-ben olyan eset is előfordult, hogy egy John Wiley & Sons által, nyílt hozzáférésű licenccel kiadott folyóiratcikkért kértek pénzt, bár nem derült fény arra egyértelműen, hogy a cég hibázott-e. A hasonló esetek felderítésének egyik eszköze például a Paywall Watch online szolgáltatás, mely a kiadók fizetéssel kapcsolatos hibáit és visszaéléseit monitorozza. Hasonló eszközökkel sok olyan esetet tártak fel, és tettek közzé az interneten, amelyekben az Elsevier tévedett vagy vétett.

### A szabad hozzáférés akadályozása

#### Lobbitevékenység
A céget gyakran bírálják azért, mert az amerikai törvényhozásban lobbitevékenységet végez a tudományos eredmények szabad hozzáféréssel való közzétételének akadályozásáért.

#### Fellépés a saját kutatási eredmények közzététele ellen
2013 decemberében az Elsevier jogi képviselője felszólította a Calgary Egyetemet, hogy távolítson el egyes munkatársai által közzétett, korábban az Elsever által kiadott tartalmakat, ugyanis a kiadó szerint ezek kiadási jogait ő birtokolja. Az egyetem álláspontja szerint a kiadott folyóiratcikkek személyes használatra történő gyűjtése az egyetemi weblapon a fair dealing (egy, a méltányos használatra vonatkozó elv Kanadában) kategóriájába tartoznak, így nem jogsértőek.
Nem sokkal a Mendeley 2013-as bekebelezése után az Elsevier jogi lépéseket tett azért, hogy az Academia.edu online folyóirat-adatbázis közel 2800 Elsevier-kiadású szakfolyóirat-cikket tegyen elérhetetlenné. Az esettel kapcsolatban több kutató is felszólalt, akik úgy vélték, hogy a kutatási eredményeik ilyen közzétételének kiadói korlátozása nem jogszerű és nem etikus.

#### Fellépés a Sci-Hub és a LibGen ellen
2015-ben az Elsevier panaszt emelt a New York-i kerületi bíróságon, hogy elérje a Library Genesis és a Sci-Hub.org tudományos tartalommegosztó oldalak működésének beszüntetését, ugyanis álláspontja szerint ezek jogsértően tették közzé több millió kiadott szakcikkét. A Sci-Hub reagált a vádakra, melyben megerősítette, hogy a Sci-Hubon valóban vannak ingyen letölthető Elsevier-kiadású anyagok. Leírja továbbá a tárhely motivációit. A Sci-Hub operátora, Alexandra Elbakyan úgy fogalmaz a közleményben, hogy a weblap a szabad információáramlást segíti, míg az Elsevier üzletpolitikáját zsarolásnak nevezi. Felhívja a figyelmet továbbá arra is, hogy a kiadócég olyan anyagokért kér pénzt, amelyek létrehozásában nem vett részt, továbbá hogy a zeneipartól eltérően itt a kiadócég nem juttat pénzt az alkotóknak, ami szerinte igazságtalan helyzetet teremt. Egyben rámutat arra a problémára is, hogy a nagy impaktfaktorú folyóiratok a piaci pozíciójukkal visszaélhetnek.

### Tudományetikai vétségek
A tudományetika többek között az adatok és összefüggések helyes és hiteles dokumentálására, a szerzőség méltányos kezelésére, az elfogulatlan közlésre vonatkozó közösségi szabályokra vonatkozik. Egyesek szerint az Elsevier kiadócég tudományetikai és szerzői jogi hozzáállása kifogásolható. A legjellemzőbb kritikák, illetve kritikával illetett esetek a következők:

#### Szponzorált kiadványok
2009-ben Ausztráliában perbe fogták a Merck & Co. gyógyszercéget, ugyanis felmerült a gyanú, hogy a lektorált folyóiratként megnevezett Australasian Journal of Bone and Joint Medicine nem pártatlanul fogadja el és teszi közzé a szakcikkeket, hanem előnyben részesíti a Merck számára fontosakat. A bírósági ügyben többek között azt az állítást vizsgálták, hogy a Merck ezért fizetett is a folyóirat szerkesztőségének. Később a Merck tagadta a vádat, a kiadványokat szabályosnak nevezte. A cég álláspontja szerint ezen kiadványokban már korábban lektorált és kiadott cikkek reprintjei kaptak helyet, és szerintük kellőképpen jelezték is, hogy nem pártatlan tudományos kiadványról, hanem válogatott írásokról van szó. 2012-ben az Elsevier vezetősége elismerte, hogy történhettek hasonló esetek némelyik ausztrál kiadvány esetében, melyeket a kiadó vezérigazgatója a közleményében elfogadhatatlannak nevezett.

#### A „Who’s Afraid of Peer Review”eset
Az Elsevier által kiadott szabad hozzáférésű Drug Invention Today folyóirat áldozatul esett a Harvard munkatársa, John Bohannon egy tanulságos kimenetelű 2013-as átverésének. A „Who’s Afraid of Peer Review?” (a. m.: Ki tart a lektorálástól?) című munkájában a kutató azt vizsgálta, hogy milyen körülmények között fogadnak el tudományos folyóiratok teljesen megalapozatlan tartalmú szakcikkeket. Ehhez olyan folyóiratokat nyújtott be nyílt hozzáférésű folyóiratok szerkesztőségének, amelyekről könnyen el lehetett volna dönteni, hogy nem valódi kutatási eredményt tartalmaznak, ha a szerkesztőségek valóban lektorálták volna ezeket. Bohannon a közleményében arról számolt be, hogy 304 beküldött álcikkéből a nagyobb részt, 157-et befogadtak (azaz közlésre alkalmasnak nyilvánítottak). Az álcikket befogadók között volt az Elsevier Drug Invention Today folyóirata is. Az Elsevier nevében Tom Reller igazgatóhelyettes úgy nyilatkozott, hogy a folyóirat valójában nem az Elsevier tulajdona, hanem „valaki más számára adják ki” azt. Eközben a folyóirat főszerkesztőjeként megjelölt kutató úgy nyilatkozott, hogy a cikk befogadásakor neki nem volt beleszólása az Elsevier kiadói munkájába.

#### Adatbányászat akadályozása
2015-ben egy vitatott esetben az Elsevier megakadályozta az egyik előfizető kutatóját, hogy saját eljárásával adatbányászatot folytasson a folyóiratcikkeken annak ellenére, hogy a kutatónak volt legális hozzáférése a kérdéses cikkekhez. Az Elsevier abba egyezett csak bele, hogy a kiadó saját API-ját használva végezhet a kutató adatbányászatot.

## Fordítás
Ez a szócikk részben vagy egészben  az   Elsevier című angol Wikipédia-szócikk ezen változatának fordításán alapul.  Az eredeti cikk szerkesztőit annak laptörténete sorolja fel. Ez a jelzés csupán a megfogalmazás eredetét és a szerzői jogokat jelzi, nem szolgál a cikkben szereplő információk forrásmegjelöléseként.